# 12 to 12
«12 to 12» — песня американского певца и автора песен Sombr. Она была выпущена 24 июля 2025 года на лейбле Warner Records и собственном импринте певца SMB. Песня была написана исключительно Sombr и спродюсирована им и Тони Бергом. Она станет четвёртым синглом из его предстоящего дебютного студийного альбома I Barely Know Her. В песне сочетаются синти-поп и новая волна в стиле 80-х с элементами фанка и блюза, что подчёркивается вокалом Sombr, который варьируется от фальцета до грубого рычания. В музыкальном клипе снялась Эддисон Рей.

## Композиция
«12 to 12» сравнивали с творчеством Tame Impala, отражая «волновой эффект ностальгического синти-попа и новой волны, вдохновлённых 80-ми». Трек описывали как балансирующий на грани между «переосмысленным фанком с лёгкими блюзовыми риффами» и намёками на «бонго-хиты». «Меняющийся» вокал Сомбра, чередующийся между «похотливым фальцетом» и «жадным, искажённым рычанием», на протяжении всего трека, как говорили, «источает учтивость и озорство». Сомбр поёт для возлюбленной, не зная, отвечают ли ему взаимностью. По мере развития песни он начинает сомневаться в том, стоило ли продолжать отношения, и в конечном итоге начинает сомневаться в собственной самооценке.
«12 to 12» написана в тональности си мажор с размером 4,4, темп 124 удара в минуту.

## Музыкальное видео
Музыкальный клип, режиссёром которого стал Гас Блэк, вышел 24 июля 2025 года. В нём также приняла участие американская певица Эддисон Рей. Видео начинается с того, что Сомбр ведёт вечернее шоу, а затем его приглашают в качестве гостя, и он берёт интервью у самого себя. Затем камера показывает Рей, сидящей среди зрителей, которая начинает танцевать в комнате, которая то пустует, то заполняется людьми. В других сценах Сомбр без сознания плавает в бассейне.

## Чарты

### Еженедельные чарты
| Чарт (2025)                                   | Высшая позиция |
| --------------------------------------------- | -------------- |
| Австралия (ARIA)                              | 23             |
| Австрия (Ö3 Austria Top 40)                   | 38             |
| Канада (Canadian Hot 100)                     | 64             |
| Чехия (Singles Digitál Top 100)               | 66             |
| Мир (Global 200, Billboard)                   | 91             |
| Ирландия (IRMA)                               | 8              |
| Литва (AGATA)                                 | 14             |
| Нидерланды (Single Top 100)                   | 77             |
| Новая Зеландия (RMNZ)                         | 24             |
| Норвегия (IFPI Norge)                         | 18             |
| Словакия (Singles Digitál Top 100)            | 56             |
| Швеция (Sverigetopplistan)                    | 54             |
| Швейцария (Schweizer Hitparade)               | 67             |
| Великобритания (OCC UK Singles)               | 17             |
| США (Billboard Hot 100)                       | 95             |
| США (Bubbling Under Hot 100, Billboard)       | 2              |
| США (Hot Rock & Alternative Songs, Billboard) | 15             |